# Arvikafestivalen
Arvikafestivalen var en musikfestival som ägde rum i Arvika 1992–2010 i mitten av juli varje år. Den besöktes årligen av cirka 15 000–20 000 personer och arrangerades ideellt av arrangemangsföreningen Galaxen. Den leddes främst av unga och engagerade ungefär 2 300 funktionärer årligen. 2011 ansökte föreningen Galaxen om konkurs och meddelade att festivalen var tvungen att ställas in.

## Historia
1992 arrangerades festivalen för första gången av dåvarande Verktygslådan tillsammans med Musikföreningen Blå Huset. Några av artisterna som uppträdde detta år var Sator, Stonecake, Stonefunkers, Psychotic Youth och SPOCK. Micke "Svullo" Dubois skulle varit konferencier, men ställde in.
1993 lyckades arrangörerna boka Einstürzende Neubauten. Med detta kom ökad plats i massmedia vilket i sin tur bidrog till att festivalen lockade till sig en bredare och större publik.
I mitten av 1990-talet gjorde sig festivalen känd för sina många synthbokningar. På senare tid har också festivalen bokat band med större musikalisk spridning, vilket sammantaget lockat både en stor mängd synthare samt besökare med bredare musiksmak.

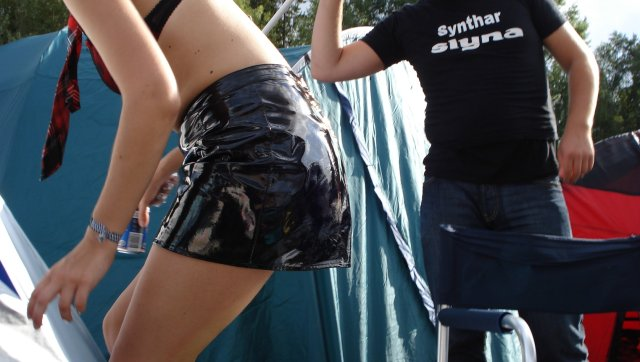
Annorlunda klädstilar, ofta av syntharstil, var vanliga på Arvikafestivalen.

2001 firade Arvikafestivalen 10-årsjubileum och från och med detta år utökades tiden för festivalen från två till tre dagar. Bland artisterna märktes Sisters of Mercy, The Hellacopters och Sista mannen på jorden.
Efter Arvikafestivalen 2004, då bland andra Kraftwerk, Faithless, Skinny Puppy, Echo and the Bunnymen och Broder Daniel spelade, höll festivalens arrangör, och således festivalen, på att gå i konkurs. Detta reddes dock upp och festivalen fortsatte som vanligt året därpå.
2005 års upplaga var en mer sparsam sådan, för att få upp festivalen på fötter igen. En stor del svenska artister bokades, som Moneybrother, Lars Winnerbäck och Håkan Hellström, men festivalen överraskade och fick även in storheter som New Order, Bright Eyes, VNV Nation och Infected Mushroom.
2006 var det dittills mest framgångsrika året för Arvikafestivalen, då alla biljetter var helt slutsålda och flera reservcampingar fick byggas. Det stora dragplåstret det året var den exklusiva bokningen av The Knife. 
2007 blev en ännu större succé än året innan. Arrangörerna satsade på att ha två campingar som standard, och enligt försäljningssiffrorna såldes biljetterna slut redan den 10 juli.
2008 års festival slog föregående år med ytterligare 1000 besökare. Arrangörerna berättar att antalet var 18 000 personer. De båda campingarna utvecklades och nu fick även den mindre campingen en egen scen.
2009 blev ett stort år för Arvikafestivalen i och med att Depeche Mode detta år gjorde sin enda Sverigespelning på just Arvikafestivalen. Festivalen besöktes av 22 500 personer, vilket blev ännu ett nytt publikrekord.
2010 hölls festivalen 15–17 juli. De tre största bokningarna var Babyshambles, Kent och In Flames. Biljettförsäljningen slutade på 15 000, en drastisk försämring jämfört med tidigare år. Den dåliga biljettförsäljningen resulterade i att festivalen gick med 2 miljoner kronor i förlust.
2011 skulle festivalen ägt rum 14-16 juli, men ställdes in på grund av för få sålda biljetter. Arvikafestivalen ansökte därefter om konkurs. De största bokningarna var Front 242, Röyksopp och Aphex Twin.

## Festivalområde

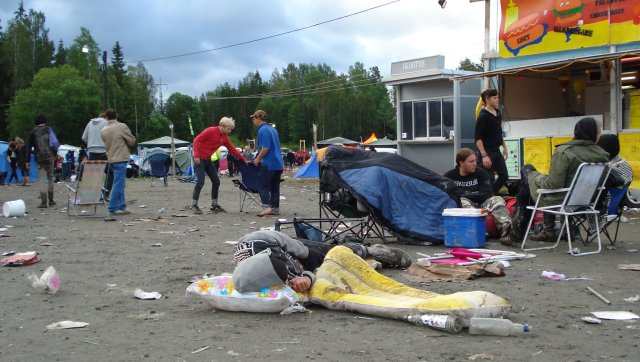
Matområdet under Arvikafestivalen med försäljning av kebab, munkar med mera.

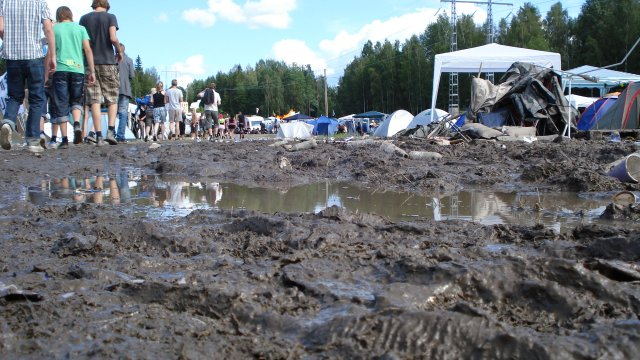
"Huvudgatan" genom campingen med den karakteristiska leran som lätt uppstår vid regn.

Festivalområdet är till största delen beläget i Arvika folkets park i östra delen av staden. Vintergatan är dock belägen på grusplanen utanför själva parken.

### Scener
- Vintergatan - Stora scenen belägen på grusplanen mot stan till.
- Apollo - Scenen i det stora cirkustältet.
- Andromeda - Scenen närmast entrén till folkparken.
- Lyran - Minsta scenen för "vanliga" spelningar, egentligen en täckt dansbana.
- Orion - Dansscen inomhus mittemot Andromeda, så gott som alla DJ:s framträder här. Fram till 2003 gick scenen under namnet Impetus.
- Pluto - En mindre tältscen, vigd åt performanceakter och mer udda artister. Scenen upphörde att existera efter 2003.
- Cassiopeia - Från 2007 är Andromeda vigd åt sittande publik första dagen. Som kontrast så används ett annat namn i programmet.
- Jamobilen - Ett lastbilsflak som Riksteatern använde som scen.
- Campingscenen - Från 2005 en scen för band utan skivkontrakt, arrangerat av utomstående organisation, se nedan.
- DJ-tältet - Från 2008 ett danstält på lilla campingen.

#### Campingscenen
Campingscenen var en scen på Arvikafestivalen för mindre band och artister. Projektet arrangerades 2006–2008 av musikföreningen Orkan och lämnades 2009 över till Unga Arrangörsnätet.
Under våren 2005 ville två musikföreningar boka samma band till samma kväll. De två ledande inom respektive fick kontakt och under hösten gick de ihop för att skapa musikföreningen Orkan med målet att genomföra en bättre campingscen än vad som varit tidigare år på Arvikafestivalens stora camping. Projektet uppskattades av besökarna och växte från år till år till att kunna jämföras med de mindre vanliga scenerna inne på festivalområdet. 2008 avtog verksamheten inom Orkan och projektet ärvdes då av Unga Arrangörsnätet, en teater- & scenkonstförening skapad av bland annat de ledande inom Orkan och aktiva inom Riksteatern i Värmland. 2009 blev det sista året projektet genomfördes.

## Utmärkelser
- "Årets festival/klubb" vid Scandinavian Alternative Music Awards 2005 och 2006.